# Burdock (zespół muzyczny)
Burdock – grupa muzyczna grająca w okresie nurtu muzycznego lat 80. nazywanego Gdańską Sceną Alternatywną. Część muzyków zespołu współtworzyła w późniejszym czasie zespół Les Bigos

## Historia
Zespół powstał w 1979 roku w Gdyni. Pierwotnie artyści występowali pod nazwą Łopuch Band.
22 września 1982, po koncercie w "Domu Stoczniowca", zmieniono nazwę na Burdock. W roku 1987 zespół występował jako bluesowe trio w składzie Majka, Hankiewicz, Kwapich. Po krótkim czasie dołączyła do nich Aleksandra Konkol.
W tamtym czasie powstał m.in. utwór No Rain. W kolejnej fazie do zespołu dołączyły Katarzyna Filoda oraz Beata Kulawiak,
później dołączyła jeszcze grająca na gitarze basowej Dorota Prawdzik. Gościnnie na trąbce występował również Tomasz Bonarowski.
W 1990 roku na Festiwalu w Jarocinie zespół Burdock zdobył nagrodę Magazynu Muzycznego oraz Rozglośni Harcerskiej.
W 1993 roku ukazał się ich jedyny album Regular Pukie. Dwa lata później zespół się rozwiązał.

## Członkowie zespołu
- Jerzy Kwapich
- Tomasz Sawicki
- Marcin Komorowski
- Artur Żyro
- Aleksandra Konkol
- Katarzyna Filoda
- Beata Kulawiak
- Dorota Prawdzik
- Tomasz Bonarowski
- Mirek Malak

## Dyskografia
- Regular Pukie – LP – 1993 – Loud Out Records

1. Hello
2. Your Life
3. Burning
4. Don't cry
5. My Conffesion
6. Out of my head
7. No Rain
8. My heart(is empty)
9. My desperation
10. Nie zabijajcie
11. Your life-reprise
12. Sorry
13. I'm no real
14. You are my
15. Hello (mix)

Nagrania : Modern Sound Studio Gdynia
Produkcja: Adam Toczko, Tomasz Bonarowski, Bogdan Kużmiński
- Rezoner – kompilacja utworów
- Come Together – kompilacja utworów, nagroda festiwalu Jarocin 1990